# Johannes von Wildeshausen
Johannes von Wildeshausen, appelé également Johannes Teutonicus (Jean le Teutonique), né vers 1180 à Wildeshausen près d'Oldenbourg dans la principauté archiépiscopale de Brême et mort le 4 novembre 1252 à Strasbourg, est le quatrième maître de l'Ordre des Frères Prêcheurs.

## Biographie
Admis dans l'ordre à Bologne par saint Dominique, il fut envoyé en 1224 avec les légats du pape dans le Saint-Empire afin d'y prêcher la croisade. Il servit également de médiateur dans un conflit où était engagé l'évêque de Brême. 
Provincial de Hongrie de 1231 à 1233, il fut évêque de Bosnie de 1233 à 1237. De là, il fut chargé par le pape Grégoire IX d'une mission auprès du roi des Bulgares Ivan Asen II. En 1233, il est nommé évêque de Bosnie en remplacement d'un évêque qui avait rejoint l'hérésie bogomil. N'ayant pu empêcher une répression sanglante, il demanda au pape d'être relevé de ses fonctions.
Provincial de Lombardie de 1238 à 1240, il fut élu maître de l'ordre en 1241 à Paris.
Parlant cinq langues, il entretenait de bonnes relations avec la Curie. Il unifia la liturgie des offices dominicains, favorisa l'étude et la mission en créant des écoles à Cologne, Montpellier, et Oxford et en tenant les chapitres généraux de l'ordre dans différentes villes européennes : 1245, Cologne, 1247, Montpellier, 1249, Trêves, 1250, Londres mettant fin au monopole de Bologne et de Paris. 
Il mourut à Strasbourg en 1252 à l'âge de 72 ans.